# مونت فلوری
مونت فلوری (به لاتین: Mont Fleuri) یک منطقهٔ مسکونی در سیشل است که در سیشل واقع شده‌است. مونت فلوری ۳٬۴۱۸ نفر جمعیت دارد.